# ヨヴァン・ウロシュ・パレオロゴス
ヨヴァン・ウロシュ・パレオロゴス（セルビア語: Јован Урош Палеолог, ラテン文字転写: Jovan Uroš Palaiologos, 1350年頃 - 1423年2月24日）は、中世セルビア王国の王子、セルビア人のセサリア（テッサリア君主国）皇帝（在位：1371年 - 1381年）。ギリシア語名はヨアニス・ウレシス・ドゥカス・パレオロゴス（Ιωάννης Ούρεσις Δούκας Παλαιολόγος）。後にメテオラ修道院の修道士となった。修道士ヨアサフ（セルビア語: Јоасаф, ラテン文字転写: Ioasaph, ギリシア語: Ιωάσαφ）としても知られる。
セルビア王ステファン・ウロシュ4世ドゥシャンの異母弟シメオン・ウロシュ・パレオロゴスの長男でドゥシャンの甥にあたる。一部の文献、サイト記事などに見られる「ドゥシャンの息子」という記述は誤りである。

## 生涯
生年は不詳。恐らくは1350年前後の生まれと思われる。幼い頃に父シメオンの共同統治者・後継者に指名された。1370年頃、セルビア諸侯の一人ラドスラヴ・フラペンの娘イェレナ・フラペナ・トルニチェと結婚している。
1371年の父の死去に際し、若くしてセサリア・トリカラで皇帝となる。ヨヴァンは約10年間にわたり統治したと思われるが、皇帝としては特筆すべき業績を残していない。以下に述べるように、イピロス専制公国の混乱を収拾するなど、統治者としてむしろ有能であったと思われるが、ヨヴァン自身は早くから俗世よりも信仰と修道生活への傾斜を示していた。彼は即位後間もなくの1372年11月にメテオラ修道院を訪問し、以後この修道活動中心地との関係を強めていく。
ヨヴァンがいつ皇帝の支配権と世俗の生活を捨てて修道士ヨアサフとなったかについては、必ずしも明確ではない。修道士ヨアサフとしての最も早い記録は1381年のものであり、恐らくはこの年か、あるいはそれ以前には修道士となっていたものと思われる。セサリアの支配権は、ドゥシャン王の孫娘にあたるフラペンのもう一人の娘マリア・ラドスラヴァの夫(ヨヴァンにとっては「義兄弟」)で土着有力者の「副帝」アレクシオス・アンゲロス・フィランソロピノスに委譲した。
ヨアサフはメテオラで高名な修道士アサナシオスの高弟となり、彼の創立した大メテオロン修道院で修道生活を開始することとなった。1384年4月20日のアサナシオスの死に伴い、ヨアサフは大メテオロン修道院の院長に就任した。現在、大メテオロン修道院内に立つ主聖堂、メタモルフォシス(救世主変容)聖堂の建物は、ヨアサフによって1387年に修復再建されたものである。
修道士となった後もヨアサフは「皇帝」の称号で呼ばれて、地域住民からは高い尊敬を集め続け、政治的な決定の場面に於いても影響力を行使した。姉妹マリアの夫でイピロス専制公のトマ・プレリュボヴィチが1384年末に暗殺された時には地元の有力者と協力し、未亡人となったマリアとエザウ・ブオンデルモンティとの結婚、1385年にエザウの専制公位継承を決定した。
1394年にオスマン朝がセサリアを征服すると、ヨアサフは一度メテオラ及びセサリア地方を離れてアソス山に移住し、そこで有力修道院の一つヴァトペディ修道院の修道士となった。しかし1396年にはメテオラに戻っている。
修道士ヨアサフは1423年2月24日に大メテオロン修道院で死去し、同院に葬られた。
（※本項目の表記は中世ギリシア語の発音に依拠した。古典式慣例表記については各リンク先の項目を参照。また国号については「専制公国」とした）
| 先代 シメオン・ウロシュ | セサリア（テッサリア君主国）君主 1371年 - 1381年 | 次代 アレクシオス・アンゲロス・フィランソロピノス |